# Raumflugkörper
Als Raumflugkörper werden alle von Menschenhand geschaffenen Objekte (Flugkörper) im Weltraum bezeichnet, es ist der Oberbegriff für:
- Raketen bzw. deren Teile, die im Weltraum Nutzlasten befördern
- künstliche Satelliten, die um die Erde oder einen anderen Himmelskörper kreisen
- Raumsonden, die sich auf keiner (gezielten) Umlaufbahn befinden, sondern weiter entfernte Ziele im Weltraum ansteuern
- Raumfähren, Raumschiffe und Raumkapseln, die Menschen im Weltraum befördern
- Raumstationen, die dem längeren Aufenthalt von Menschen im Weltraum dienen
- Weltraumteleskope, die als Erdsatelliten oder als Sonnenorbiter an Lagrange-Punkten der Erdbahn positioniert werden

Teilweise werden auch Trümmer zu Raumflugkörpern gezählt. Diese werden dann mit einer COSPAR-Bezeichnung ausgestattet.